# Trigidia Jiménez Franco
Trigidia Jiménez Franco (Potosí, 1967) es una ingeniera agrónoma boliviana de la etnia quechua, que trabaja en la recuperación del cultivo del grano de la cañahua y en la elaboración de productos derivados.

## Biografía
Nació en la comunidad de Catavi , en el Departamento de Potosí. Creció en el campo, sus padres de origen Cochabambino dejaron la herencia y la pasión de la agricultura, pero se vio obligada a emigrar a la ciudad de Oruro, donde estudió Ingeniera agrónoma en la Universidad Técnica de Oruro en 1996.

### Trayectoria profesional
Después de ejercer su profesión en diversas instituciones, a los 45 años decidió volver al campo con su familia para, combinando saberes científicos y ancestrales, potenciar el cultivo de la cañahua. Fundó la granja Samiri en el año  2002 en el municipio andino de Toledo (Oruro), donde después de 13 años, se convirtió en la mayor productora de cañahua orgánica de Bolivia, y de productos derivados elaborados en una planta transformadora instalada en la propia granja en 2018.

Tras identificar cuatro variedades de grano, esta ingeniera agrónoma registró dos de ellas. Es una de las impulsoras de la “Red Nacional de Saberes y Conocimientos en Cañahua”.
“Allí donde otros ven pobreza, yo veo riqueza. El altiplano de Bolivia tiene su belleza”.

## Premios y reconocimientos
- En 2019. Mención Honorífica en Innovación Social - Premio Innovagro.[7]

- En 2022. Reconocimiento como una de las “Líderes de la Ruralidad” de las Américas por el Instituto Interamericano de Cooperación para la Agricultura (IICA).[8]